# Бранковичі
Бранковичі (серб. Бранковићи) — сербський середньовічний шляхетний рід, династія правителів Сербського деспотату в 1427—1459 роках.

## Історія
Родоначальником династії Бранковичів є воєвода Младен, що перебував на службі в короля Стефана Уроша III. Перша згадка про нього датується 1319 роком. Сербський історик Момчіло Спреміч припускає, що рід Бранковичів міг походити від сербської королівської та царської династії Неманичів. Також він вважає, що рід походив з регіону Дрениця, що, на його думку, передавався в спадок членами родини.
Син Младена Бранко мав трьох синів: Ніколу Радоню, Вука Бранковича та Гргура. Вук був одружений з Марою — дочкою тодішнього сербського правителя Лазаря Хребеляновича та його дружини Міліци.

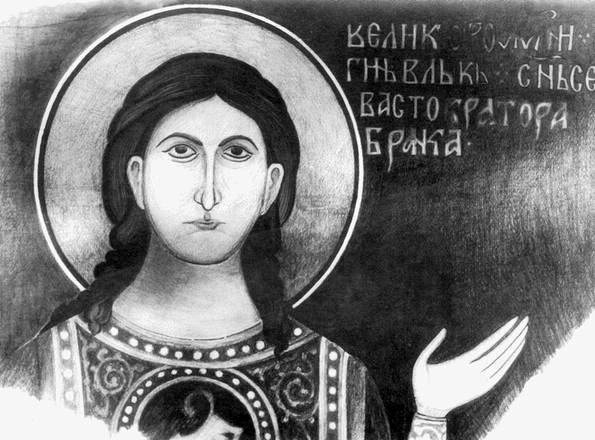
Вук Бранкович

Вук та Мара мали трьох синів: Гргура, Джураджа та Лазаря. Гргур постригся в ченці, Лазар загинув у битві в 1410 році. Деспот Стефан Лазаревич, не маючи нащадків чоловічої статі, призначив Джураджа Бранковича своїм наступником. Той був сербським деспотом у 1427—1456 роках.

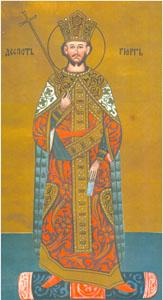
Джурадж Бранкович

Деспот Джурадж мав синів Гргура, Стефана та Лазаря. Гргур та Стефан були осліплені турками в 1441 році; Лазар став деспотом після смерті батька й правив у 1456—1458 роках. Після його смерті деспотом став осліплений Стефан. Саме за його правління в 1459 році Сербський деспотат зазнав поразки від османів та припинив своє існування.

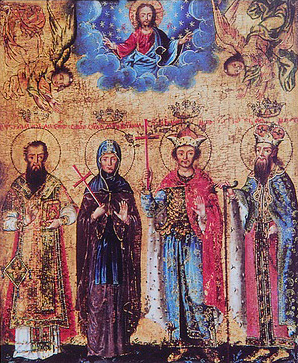
Святі Максим, Ангеліна, Йован та Стефан Бранковичі. Ікона авторства Андрії Райчевича, прибл. 1645

Стефан Бранкович перебрався до Угорщини. Представники роду Бранковичів і надалі володіли титулом деспота Сербії. Останнім титулярним деспотом з династії Бранковичів став Йован Бранкович, що помер у 1502 році.
У XVII столітті нащадками династії Бранковичів проголосили себе сербські графи Джордже та Сава, хоча насправді вони не походили від роду.

## Родове дерево
- Младен
  - Бранко Младенович
    - Нікола Радоня
    - Вук Бранкович, правитель Рашки та Косова, одружений з дочкою Лазаря Хребеляновича Марою
      - Джурадж Бранкович, деспот Сербії (1427—1456)
        - Тодор
        - Гргур Бранкович
          - Вук Гргуревич, титулярний деспот Сербії (1471—1485)

        - Стефан Бранкович, деспот Сербії (1458—1459), змушений покинути Сербію після турецького завоювання 1459 року, святий Сербської православної церкви
          - Джордже Бранкович, титулярний деспот Сербії (1486—1497), монах під ім'ям Максим, святий Сербської православної церкви
          - Йован Бранкович, титулярний деспот Сербії (1493—1502), святий Сербської православної церкви
            - Марія
            - Олена, одружена з молдавським господарем Петру IV
            - Анна, одружена з волинським маршалком Федором Сангушком
            - Марія Магдалена, одружена з волинським шляхтичем Іваном Вишневецьким

          - Марія, дружина Боніфація III, маркграфа Монферратського.

        - Лазар Бранкович, деспот Сербії (1456—1458)
          - Олена, дружина короля Боснії Стефана Томашевича
          - Ірина, дружина Ґона Кастріоті, сина Скандербега
          - Міліца, дружина Леонардо III Токко

        - Мара, дружина османського султана Мурада II
        - Катерина Бранкович, дружина Ульріка Ціллі

      - Гргур

    - Гргур
      - Лазар